# Anoba noda
Anoba noda là một loài bướm đêm trong họ Erebidae.